# タカラ自動車学校
タカラ自動車学校（たからじどうしゃがっこう、Takara Driving School）は、株式会社タカラ自動車教習所が運営する愛知県豊川市にある自動車学校。

## 概要
愛知県公安委員会認定の自動車教習所で、普通自動車免許と普通自動二輪免許、大型自動二輪免許が取得できる。（普通自動二輪免許・大型自動二輪免許は豊川市内の教習所で唯一取得可能）豊橋市にあった自動二輪専門校のタカラテクニカルスクールは姉妹校である。豊川市のほか蒲郡市や豊橋市方面からも生徒が通う。
当校での自動二輪免許の教習は自動車教習と同じコース上で行われるため実際の道路状況に似た環境で教習が受けられる。自動車教習と二輪車教習の指導員は区別されているが、二輪車教習の指導員は自動車教習も兼任している。
普通自動車免許と普通自動二輪免許を同時に取得できる「同時取得プラン」や卒業まで同じ指導員で教習を受ける「担当指名制コース」などの各種プランがある。

## 特徴
- 構造実習教材車の「学車くん」（トヨタ　ist）を導入している。
- 高速教習では東名高速道路音羽蒲郡I.C.を起点とし、岡崎I.C.方面または豊川I.C.方面へ行く。途中のパーキングエリアで休憩を取る。

## 取扱免許
- 普通自動車免許（AT車・MT車）
- 普通自動二輪車免許（AT車・MT車・小型限定）
- 大型自動二輪車免許

## 取扱講習
- 取得時講習
- 高齢者講習
- 初心運転者講習
- ペーパードライバー講習
- 原動機付自転車技能試験講習

## 教習車
自動車
- TOYOTA　クラウンコンフォート
- HONDA　 グレイス

二輪車
- HONDA　CB400 SUPER FOUR
- SUZUKI　SKYWAVE 400
- SUZUKI　アドレス 125
- HONDA　NC750
- HONDA　CB125T

## 所在地
- 愛知県豊川市御津町広石横町63番地1

## アクセス

### スクールバス
- 無料スクールバスを運行しており、豊川・豊橋（前芝・梅薮地区）・蒲郡（大塚・三谷地区）方面や岡崎（本宿、額田地区）は定期路線により多くの生徒が利用する。（現在はほぼ自宅までの個別送迎）

### スクールバス以外
- 豊川市コミュニティバス御津線 為当稲荷神社前バス停から徒歩
- 名鉄　国府駅より車で7分
- JR東海　愛知御津駅より車で3分